# Cerc polar antarctic

Harta globului pe care Cercul Antarctic este trasat cu roșu.

Harta Antarcticii cu Cercul Arctic trasat cu albastru.

Cercul polar antarctic (de sud) reprezintă una dintre cele cinci principale paralele terestre și anume pe cea mai sudică dintre acestea. Este vorba de paralela aflată la o latitudine de 66º33′43'' Sud (în anul 2010). Regiunea polară situată la sud de acest cerc este cunoscută sub numele de Antarctica.